# Юшина (Иркутская область)
Ю́шина — деревня в Качугском районе Иркутской области России. Входит в состав Бирюльского муниципального образования.

## География
Деревня находится на расстоянии примерно 26 км к юго-востоку от рабочего посёлка Качуг, административного центра района.

## Население
| 2002 | 2010 | 2011 | 2012 |
| ---- | ---- | ---- | ---- |
| 3    | ↘0   | →0   | →0   |